# Velika nagrada Španije 1935
Velika nagrada Španije 1935 je bila peta in zadnja dirka Evropskega prvenstva v sezoni 1935. Potekala je 22. septembra 1935.

## Poročilo

### Pred dirko
Na dirki so kot običajno v tej sezoni nastopili dirkači Mercedes-Benza in Auto Uniona, tokrat pa še dirkači tovarniškega moštva Automobiles Ettore Bugatti. Tazio Nuvolari je bil ponovno edini dirkači moštva Scuderia Ferrari z novim dirkalnikom Alfa Romeo 8C-35.

### Dirka
Po štartu je povedel Hans Stuck, ki so mu sledili Bernd Rosemeyer, Luigi Fagioli in Rudolf Caracciola. Achille Varzi je zapeljal v bokse že po prvem krogu, okrvavljen po obrazu, ker je kamen prebil vetrobransko steklo dirkalnika in ga zadel v glavo. Njegov dirkalnik je prevzel Paul Pietsch. Podobno se je pripetilo tudi Rosemeyerju, le da ga kamen ni resneje poškodoval in je lahko nadaljeval, moral pa je na dodaten postanek v bokse na zamenjavo vetrobranskega stekla, tako je padel na osmo mesto. Že v naslednjem krogu je postal žrtev kamenja na stezi še Faglioli, ki pa je kljub temu dirkal na drugem mestu za Stuckom, sledili pa so jima še Fagioli, Caracciola, Jean-Pierre Wimille in Louis Chiron. Tudi Pietsch je moral na postanek za popravilo vetrobranskega stekla, ob tem pa je dirkalnik ponovno prevzel Varzi, ki je na stezo zapeljal na deveto mesto in kmalu postavil najhitrejši krog dirke. 
V osmem krogu je moral Nuvolari s svojim novim dirkalnikom ponovno odstopiti zaradi okvare vzmetenja. Manfred von Brauchitsch je prehitel Chirona in napredoval na peto mesto, med tem pa je Caracciola prehitel Fagiolija in začel loviti vodilnega Stucka. V trinajstem krogu je vodilni Nemec zapeljal na postanek v bokse po gorivo, toda krog po vrnitvi na stezo je odstopil zaradi okvare menjalnika, delovala mu je le četrta prestava. Podobne težave je imel tudi Varzi, ki je dirkalnik predal Pietschu. Na dveh tretjinah dirke je imel Caracciola enainsedemdeset sekund prednosti pred Fagiolijem, še osemdeset sekund pa sta zaostajala Wimille in von Brauchitsch, ki sta se bijevala za boljše mesto. Nemec je v dvoboju zmagal in s tem zagotovil Mercedesu trojno zmago, Wimille je končal kot četrti, Rosemeyer pa, po zelo slabem dnevu za Auto Union, kot peti.

## Rezultati

### Dirka
| Poz | Št | Dirkač                  | Moštvo                     | Dirkalnik          | Krogi | Čas/Odstop      | Št. m. | Toč |
| --- | -- | ----------------------- | -------------------------- | ------------------ | ----- | --------------- | ------ | --- |
| 1   | 26 | Rudolf Caracciola       | Daimler-Benz AG            | Mercedes-Benz W25B | 30    | 3:09:59.4       | 13     | 1   |
| 2   | 8  | Luigi Fagioli           | Daimler-Benz AG            | Mercedes-Benz W25B | 30    | +43.0           | 4      | 2   |
| 3   | 22 | Manfred von Brauchitsch | Daimler-Benz AG            | Mercedes-Benz W25B | 30    | +2:14.6         | 11     | 3   |
| 4   | 2  | Jean-Pierre Wimille     | Automobiles Ettore Bugatti | Bugatti T59        | 30    | +2:55.4         | 1      | 4   |
| 5   | 4  | Bernd Rosemeyer         | Auto Union                 | Auto Union B       | 30    | +5:51.6         | 2      | 4   |
| 6   | 12 | Robert Benoist          | Automobiles Ettore Bugatti | Bugatti T59        | 29    | +1 Krog         | 6      | 4   |
| 7   | 28 | Raymond Sommer          | Privatnik                  | Alfa Romeo Tipo B  | 27    | +3 krogi        | 14     | 4   |
| 8   | 24 | Marcel Lehoux           | Scuderia Subalpina         | Maserati 6C-34     | 25    | +5 krogov       | 12     | 4   |
| Ods | 20 | Louis Chiron            | Scuderia Ferrari           | Alfa Romeo Tipo B  | 28    | Poškodba        | 10     | 4   |
| Ods | 6  | Achille Varzi           | Auto Union                 | Auto Union B       | 25    | Meh. okvara     | 3      | 4   |
| Ods | 6  | Paul Pietsch            | Auto Union                 | Auto Union B       | 25    | Meh. okvara     | 3      |     |
| Ods | 30 | Genaro Léoz-Abad        | Privatnik                  | Bugatti T51        | 22    | Ventil          | 15     | 5   |
| Ods | 10 | Hans Stuck              | Auto Union                 | Auto Union B       | 14    | Prenos          | 5      | 6   |
| Ods | 16 | Tazio Nuvolari          | Scuderia Ferrari           | Alfa Romeo 8C-35   | 8     | Vzmetenje       | 8      | 6   |
| Ods | 14 | Eugenio Siena           | Scuderia Subalpina         | Maserati 6C-34     | 2     | Meh. okvara     | 7      | 7   |
| DNS | 18 | Paul Pietsch            | Auto Union                 | Auto Union B       |       |                 | 9      | 8   |
| DNS | 12 | Piero Taruffi           | Automobiles Ettore Bugatti | Bugatti T59        |       | Rezervni dirkač |        | 8   |